# 패트릭 퓨깃
패트릭 퓨깃(영어: Patrick Fugit, 1982년 10월 27일 ~ )은 미국의 배우이다.

## 출연 작품
- 퍼스트 맨 (2018) - 엘리엇 시 역
- 아웃캐스트 시즌1 (2016)
- 알렉스 & 더 리스트 (2016)
- 지상의 여왕 (2015)
- 나를 찾아줘 (2014)
- 레클리스 (2013)
- 땡스 포 쉐어링 (2012)
- 시네마 베리테 (2011)
- 우리는 동물원을 샀다 (2011)
- 틴에이지 뱀파이어 (2009)
- 호스맨 (2009)
- 굿 라이프 (2007)
- 리스트커터스 - 러브 스토리 (2006)
- 책 속에 오르가즘이 있다 (2006)
- 아마츄어들 (2005)
- 데드 버드 (2004)
- 세이브드 (2004)
- 스펀 (2002)
- 화이트 올랜더 (2002)
- 올모스트 페이머스 (2000)
- 터치드 바이 언 엔젤 (1994)
- ER (1994)